# متغیر بی‌وای اژدها

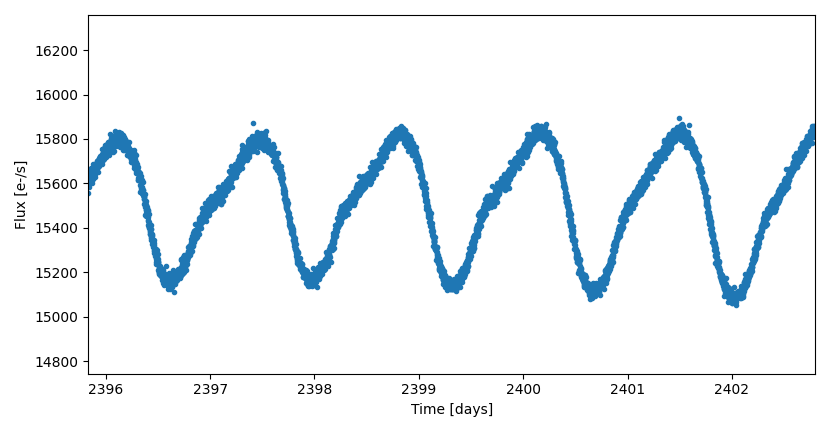
منحنی نوری ماهواره نقشه‌بردار فراخورشیدی گذران از یک ستاره متغیر نوع BY Dra به نام V1297 Her

متغیرهای بی‌وای اژدها (انگلیسی: BY Draconis variables) ستارگان متغیری هستند که معمولاً از نوع طیفی متاخر، معمولا K یا M بوده و اغلب به رشته اصلی تعلق دارند. این نام از نمونه اصلی این دسته از ستارگان متغیر، یعنی بی‌وای اژدها، گرفته شده است. این ستارگان تغییراتی در درخشندگی خود نشان می‌دهند که ناشی از چرخش ستاره همراه با لکه‌های ستاره‌ای و فعالیت‌های دیگر در فام‌سپهر است. تغییرات درخشش حاصل، معمولاً کمتر از ۰٫۵ قدر ظاهری است. منحنی نور این ستارگان معمولاً شبه‌دوره‌ای است. دوره تغییرات نزدیک به سرعت چرخش میانگین ستاره است. منحنی نوری در طول دوره نامنظم است و شکل آن از یک دوره به دوره دیگر اندکی تغییر می‌کند. برای ستاره بی‌وای اژدها، شکل منحنی نوری در یک دوره برای یک ماه مشابه باقی ماند.
ستارگان K و M نزدیک که متغیرهای بی‌وای اژدها هستند شامل ستاره بارنارد، ستاره کاپتین، ۶۱ ماکیان، راس ۲۴۸، Lacaille 8760، لالاند ۲۱۱۸۵، اپسیلون جوی و لویتن ۷۲۶-۸ هستند. ستاره راس ۲۴۸ نخستین متغیر بی‌وای اژدها بود که کشف شد و تغییرات آن توسط جرالد ادوارد کرون در سال ۱۹۵۰ شناسایی شد. تغییرات خود ستاره بی‌وای اژدها در سال ۱۹۶۶ کشف و در بازه ۱۹۷۳ تا ۱۹۷۶ توسط پاول فدوروویچ چوگایینوف به‌طور دقیق مطالعه شد.
برخی از این ستارگان ممکن است رفتار ستاره شراره‌دار نشان دهند که باعث تغییرات بیشتری از نوع لویتن ۷۲۶-۸ می‌شود. همچنین، طیف متغیرهای بی‌وای اژدها (به‌ویژه در خطوط فراون‌هوفر) شبیه ستارگان متغیر RS CVn است که دسته دیگری از ستارگان متغیر با فام‌سپهرهای فعال هستند.